# Со Лон
Со Лон (*бірм. မိုးညှင်းစလုံာ; 2 квітня 1486 — 1533) — собва (князь) Могн'їна у 1500—1533 роках.

## Життєпис
Походив з роду шанських вождів. Син Со Лона Старшого. Народився 1486 року. Посів владу вождя після смерті батька до 1500 року. Брав участь за владу серед князівств, зумівши 1500 року зайняти важливе Могн'їн. У бірманських хроніках найперша дата набігу на царство Аву під проводом Со Лона датується 1502 роком. Втім більш потужним став напад 1505—1506 років, коли війська шанів дійшли до міста Дабаїн.
До 1510 року Со Лон зумів утворити союз шанських князівств, яких зацікавив підкоренням Ави. Єдиним, хто не увійшов до цього союзу став Конмаїнг I, собва князівства Шіпо (Тібау), а також князівство Кале. 1511 року Со Лон захопив важливе місто Бхамо в Шіпо. У 1517—1518 роках сплюндрував північ Ави. 1519 року до шанського союзу доєдналося князівство Кале (Калай). Невдовзі було укладено союз з царством П'ї, що діяло на півдні Ави. Союзники прискорили свої узгоджені атаки на Аву з усіх боків і розграбували Аву в 1524 році.
Але цар Нарапаті II і собва Конмаїнг I продовжували свій опір. У 1527 році війська Со Лона знову взяли в облогу Аву, яку було захоплено, а Нарапаті II загинув. Со Лон посадив свого сина Тоханбва на авський престол, а багато бірманців втекли до Таунгу. Але фактична влада належала Со Лону, який зосередився на отриманні зиску з захопленого, а потім продовжив напади на своїх сусідів.

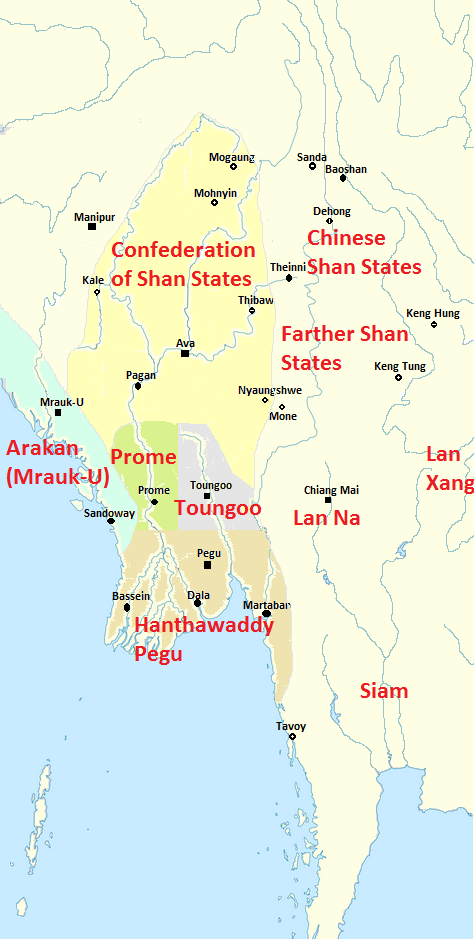
Союз шанських князівств на чолі із Со Лоном

У 1533 році Со Лон разом з Тоханбвою виступив проти свого колишнього союзника — П'ї, оскільки вважав, що те не надало достатньої допомоги під час облоги Ави 6 роками перед тим. Шанські війська завдали поразки Баїн Хтве, володареві П'ї, якого було взято у полон. П'ї стало васалом шанів. Це стало часом найбільшого піднесення союзу шанських князівств на чолі із Со Лоном.
Втім на зворотньому шляху у січні 1533 року Со Лона було вбито кимось з його почту. В результаті Тоханбва очолив союз шанських князівств, але номінально, а князівством Могн'їн став панувати інший син — Со Лон II.